# Audi Avus quattro
Audi Avus quattro — концептуальный суперкар немецкого автопроизводителя Audi AG. Впервые был представлен на токийском автосалоне в 1991 году. Автомобиль назван в честь гоночной трассы AVUS которая находится в Берлине. Avus quattro имеет алюминиевую раму, что сделало его легким и безопасным. Этот второй автомобиль представленный с применением алюминиевой архитектуры (после Quattro Spyder месяцем ранее), далее продолжил свой путь применения алюминия в серийной модели A8 в 1994 году. Автомобиль экспонируется в музее Audi в г. Ингольштад Германия.

## Технические характеристики
Avus quattro был оснащен 12-цилиндровым W-образным двигателем объёмом 6,0 л. с 60 клапанами, мощностью 509 л. с. На автомобиль устанавливали шестиступенчатую механическую КПП.

## Дизайн
Дизайн автомобиля выполнен в стиле гоночных болидов Auto Union 1930-х годов. Толщина кузова изготовленного вручную из алюминия составляет 1,5 мм.

## Галерея

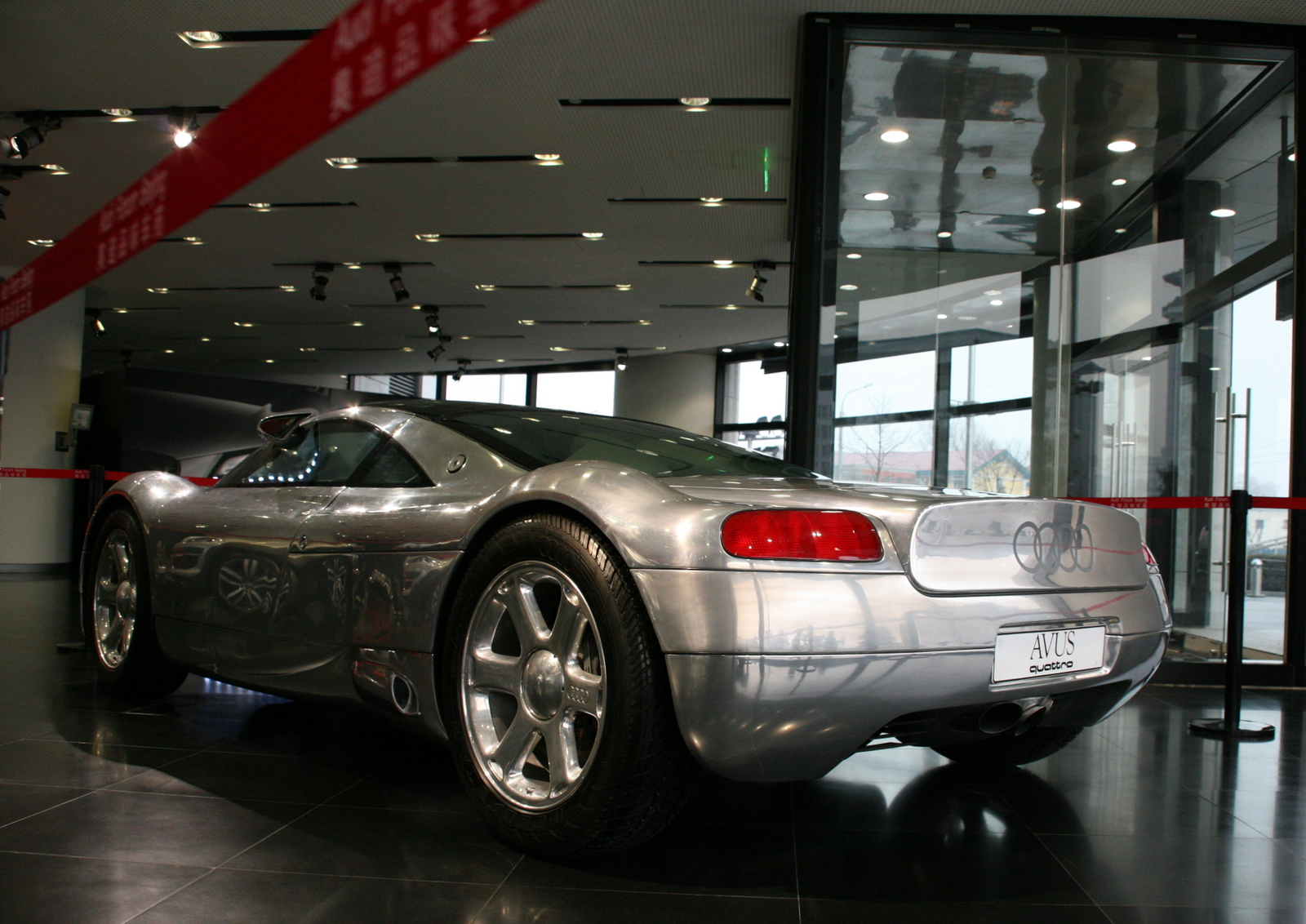
Вид сзади
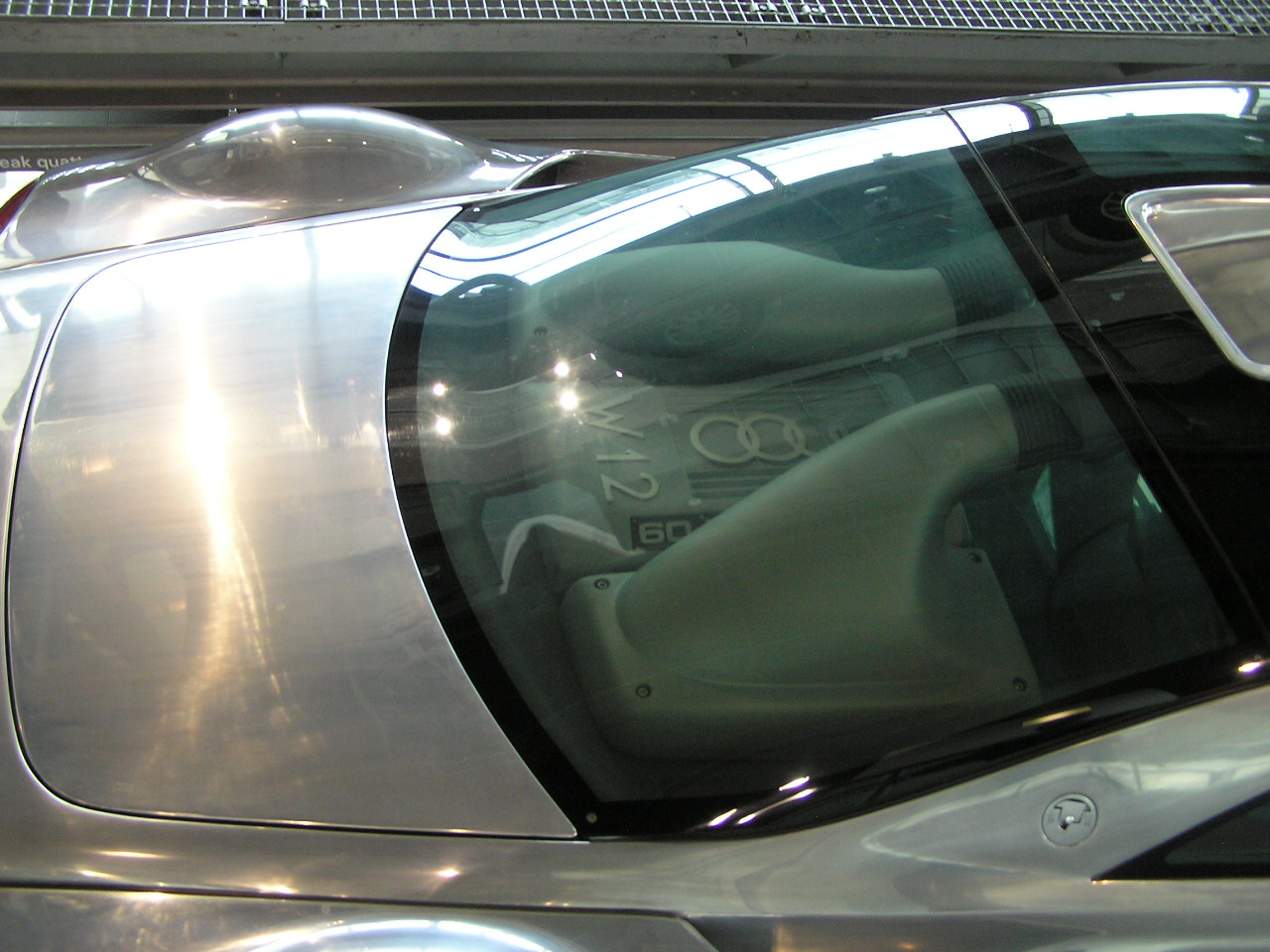
Двигатель
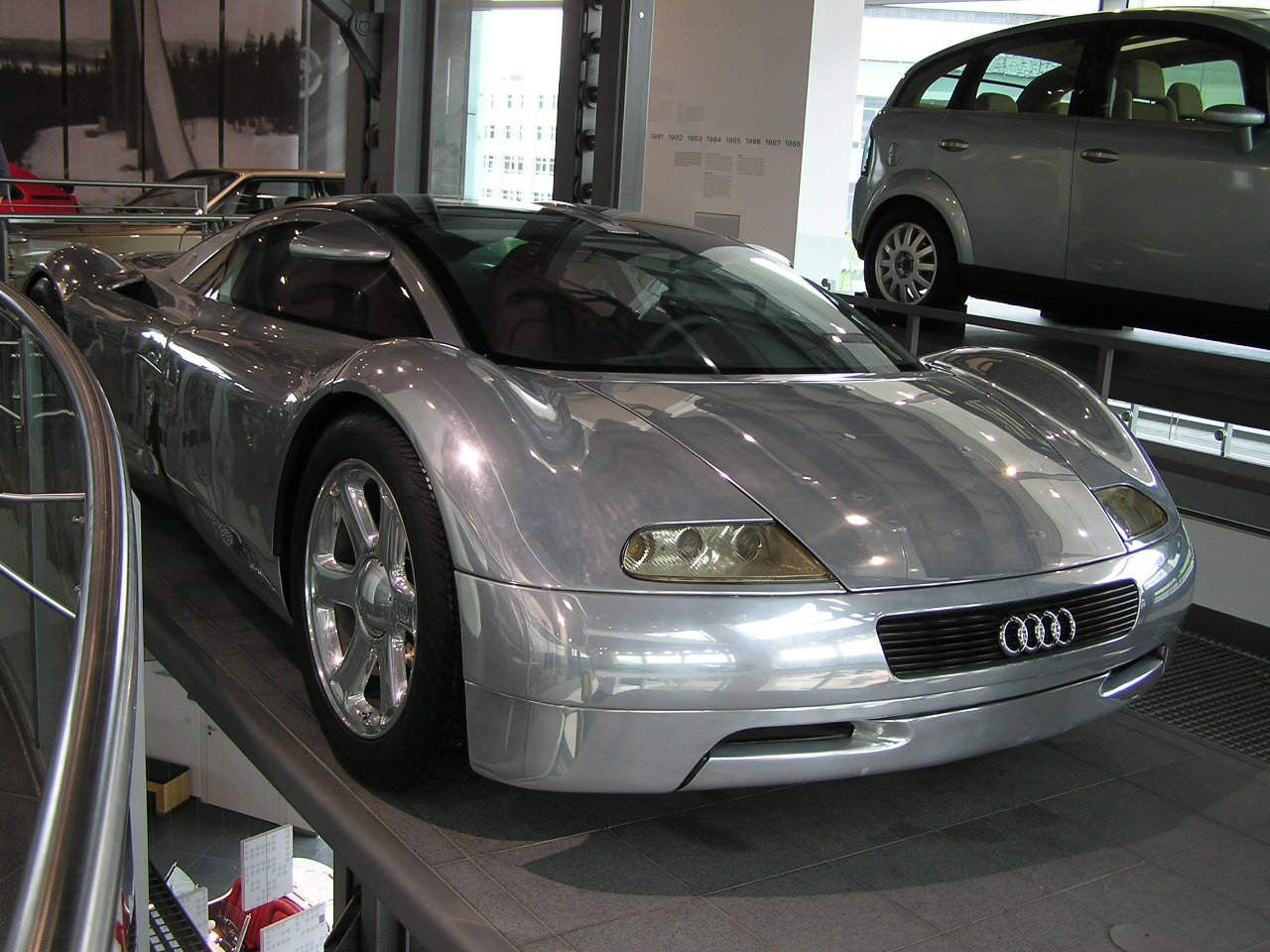

## См.Также
- Audi Quattro Spyder 1991
- Audi Rosemeyer
- Audi Nanuk Quattro V10
- Audi R8
- Audi R8 Le Mans